# Río Gualija
El río Gualija es un curso de agua del interior de la península ibérica, afluente del Tajo por la izquierda. Discurre por la provincia española de Cáceres.

## Curso
El riachuelo, que nace los alrededores de Navatrasierra, fluye en dirección norte primero y noreste después hasta desembocar en el Tajo al este de Talavera la Vieja. Por su margen izquierda recibe las aguas de diversas gargantas. Un tramo del río de 11,81 km está protegido como reserva natural fluvial. Aparece descrito en la Memoria geológico minera de la provincia de Cáceres de Justo Egozcue y Lucas Mallada de la siguiente manera:

Guadalija. Nace en Nava-entresierra, cuyo vallecillo surca de S. á N. próximamente, hasta el derruido lugar de San Roman, donde por los recortes de las sierras de Carrascalejo y Garbin tuerce al N.E. hasta terminar frente á los molinos de Alija. Es notable este rio por recibir, sobre todo por su izquierda, caudalosas gargantas, que por lo escabroso del suelo que las encauza no sirven de provecho. Entre otras citaremos la Talanquera, que nace en el Hospital del Obispo, el Obispillo, las Porrinas, Calabazas y Fuente Blanca del Castañar.
(Egozcue y Mallada, 1876, p. 57)

Entre las variantes del topónimo pueden encontrarse las de Guadalija, Gualijar, Gualija, Guadalixa y Alija. Las aguas del río, que constituiría uno de los límites occidentales de la comarca de la Jara, pertenecen a la cuenca hidrográfica del Tajo y acaban vertidas en el océano Atlántico.